# Tåg i Bergslagen
Tåg i Bergslagen AB (TiB) är ett regionägt företag som ansvarar för ett regionaltågsystem i Bergslagen med tågtrafik på linjer i Dalarna, Gästrikland, Västmanland, Närke och med anslutning i Mjölby i Östergötland. TiB ägs av de regionala kollektivtrafikmyndigheterna Region Dalarna, Region Gävleborg, Region Västmanland och Region Örebro län. Det delfinansieras av EU:s strukturfonder.

## Linjenät
Tåg i Bergslagen trafikerar följande sträckor:
- Mora–Borlänge (tidtabell 50)
- Gävle–Storvik–Falun–Borlänge–Ludvika–Örebro–Hallsberg–Mjölby (tidtabell 53)
- Gävle–Storvik–Avesta Krylbo–Fagersta–Örebro  (tidtabell 54)
- Ludvika–Fagersta–Västerås (Bergslagspendeln) (tidtabell 55)
- Hallsberg–Laxå (fåtal avgångar) (tidtabell 53)
- Sala-Avesta Krylbo-Borlänge (fåtal avgångar) (tidtabell 50)

Trafiken mellan Borlänge och Malung upphörde den 12 december 2011. Trafiken med dagliga avgångar mellan Falun och Stockholm upphörde 9 december 2023.

## Historia
Tåg i Bergslagen bildades år 2000 av de fyra landstingen och startade med en idé från Intresseföreningen Bergslaget (kommunägd lobbyorganisation) och fackförbundet Seko om att samordna länstrafiksbolagens tågtrafik och Rikstrafikens av SJ AB upphandlad trafik i regionen. TiB och Rikstrafiken genomförde sedan en gemensam upphandling av trafiken, som vanns av SJ. I januari 2001 drog sedan trafiken igång. År 2003 blev ett stormigt år efter att SJ gått ut med uppgifterna att trafiken var kraftigt förlustbringande för dem och att man helst ville bli löst från kontraktet. Diverse turer gjorde att TiB:s dåvarande vd tvingades avgå. Efter nya förhandlingar överlät SJ trafiken på Tågkompaniet (som underentreprenör till SJ), som tog över i augusti 2004. Under 2005 genomfördes en ny  upphandling efter det att Rikstrafiken beslutat om fortsatt stöd till trafiken i första hand i fem år till. Även de fyra länen och deras respektive trafikhuvudmän sade ja till en fortsatt drift. Upphandlingen avslutades i augusti 2005 och uppdraget att köra trafiken från juni 2006 och ytterligare fem år med möjlighet till förlängning i fem år gick till Tågkompaniet. Sedan starten 2001 ökade resandet från ca 1 miljon resor till 2,7 miljoner resor 2009.
Från och med den 18 juni 2007 kör TiB även på sträckan Hallsberg–Motala–Mjölby.
Trafiken på Västerdalsbanan mellan Borlänge och Malung upphörde den 12 december 2011.
Den 11 december 2016 tog SJ över som operatör för perioden fram till december 2026. SJ och Tåg i Bergslagen kom dock under sommaren 2021 gemensamt fram till att säga upp avtalet i förtid, eftersom SJ inte ansåg att det gick att köra trafiken lönsamt under nuvarande avtal. 
Den 10 december 2023 tog VR Sverige över som operatör med ett tioårigt avtal.

## Fordon
Tåg i Bergslagen hyr sju Stadler Dosto-tåg "ER1" och 23 Regina-tåg. Regina-tågen har fått namn efter kända bergslagsbor. Siffrorna före är fordonsnumret. De flesta Regina-tågen har kiosk för enklare servering.
Tåg i Bergslagen ersatte X14-tågen som användes fram till 2023 med de nya ER1-tågen. De två första tågsätten sattes i trafik den 1 mars 2023 på sträckan Ludvika-Västerås.

### ER1 (Stadler Dosto)
- ER1 054 – ER1 060 (sju tågsätt)

### Regina-tåg
- X54 9005 (fd 3246) Silvret[12]
- X54 9006 (fd 3247) Västman[12]
- X51 9007 (fd 0203 Ljusnan) Thomas Di Leva[12]
- X51 9008 (fd 0204 Bönan) Wille Löfqvist[12]
- X51 9009 (fd 0205 Lingan) Larz-Kristerz[12]
- X51 9011 (fd 0207 Voxnan)
- X51 9012 (fd 3248) Joe Hill[12]
- X51 9013 (fd 3249) Bo Setterlind[12]
- X51 9014 (fd 3250) Torsten Ehrenmark[12]
- X51 9015 (fd 3251) Kata Dalström[12]
- X51 9018 (fd 3252) Agnes von Krusenstjerna[12]
- X51 9019 (fd 3253) Christopher Polhem[12]
- X51 9020 (fd 3254) Dal Jerk[12]
- X51 9021 (fd 3255) Sura-Pelle[12]
- X51 9022 (fd 3256) Charlie Norman[12]
- X51 9023 (fd 3257) Ernest Cassel[12]
- X51 9024 (fd 3258) Wilhelmina Skogh[12]
- X51 9025 (fd 3259) Maria Lang[12]
- X52 9037 (fd 3273)
- X52 9039 (fd 3275) Carl Jan Granqvist[12]
- X54 9056 (fd 3287) Putte Wickman[12]
- X54 9057 (fd 3288) Anders Zorn[12]
- X54 9068 (fd 0068) Mando Diao[12]